# Călifar australian
Călifarul australian (Tadorna tadornoides) este o pasăre anseriformă din familia Anatidae care se reproduce în sudul Australiei și Noua Zeelandă. În timpul iernii din emisfera sudică, multe exemplare migrează spre nord. Au pieptul de culoare castanie și corpul negru. Păsările sunt protejate în temeiul National Parks and Wildlife Act din 1974.

## Taxonomie
William Jardine și Prideaux John Selby au descris călifarul australian în 1828. Denumirea genului Tadorna provine din rădăcini celtice și înseamnă „pasăre de apă pestriță”.

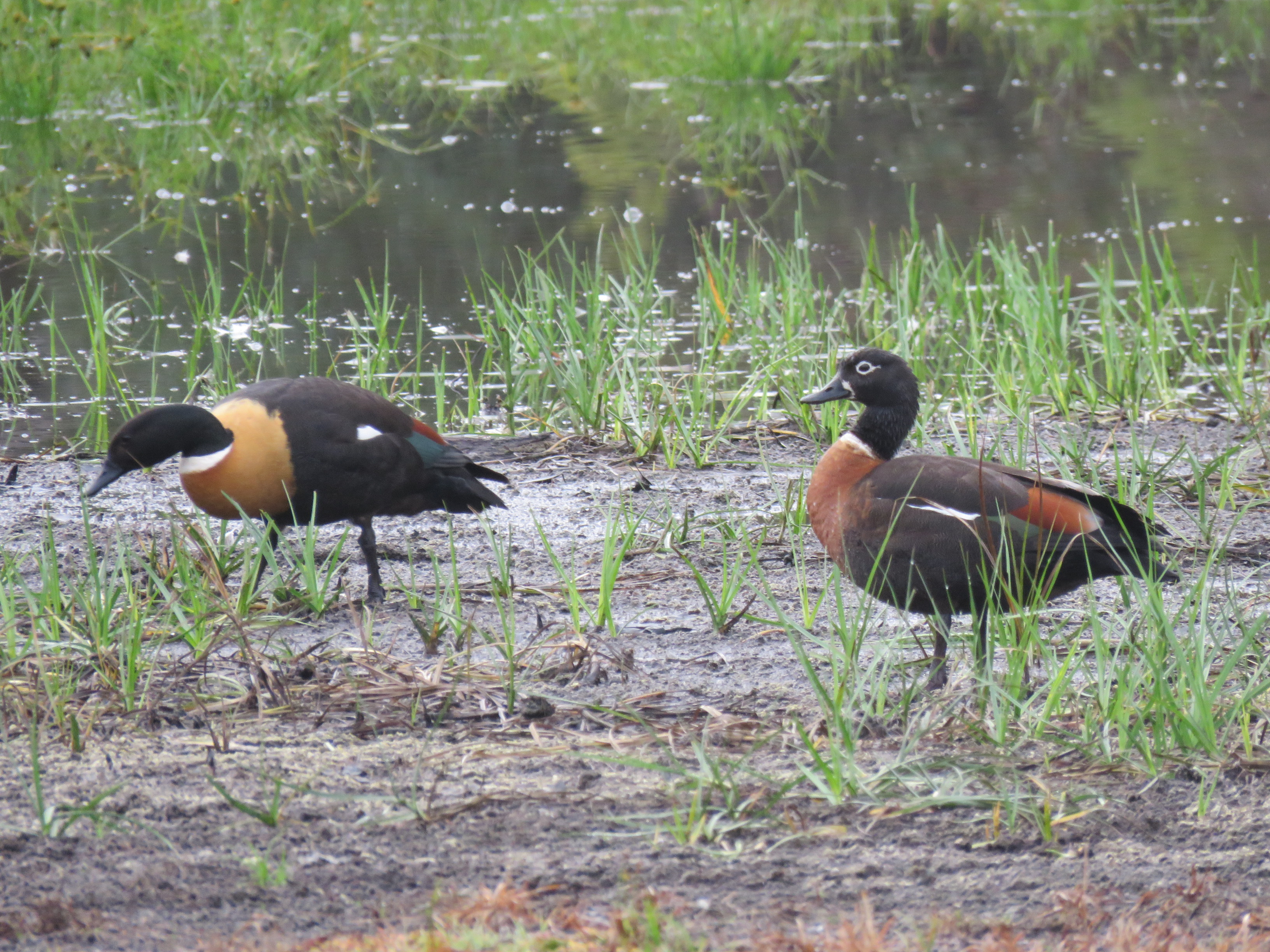
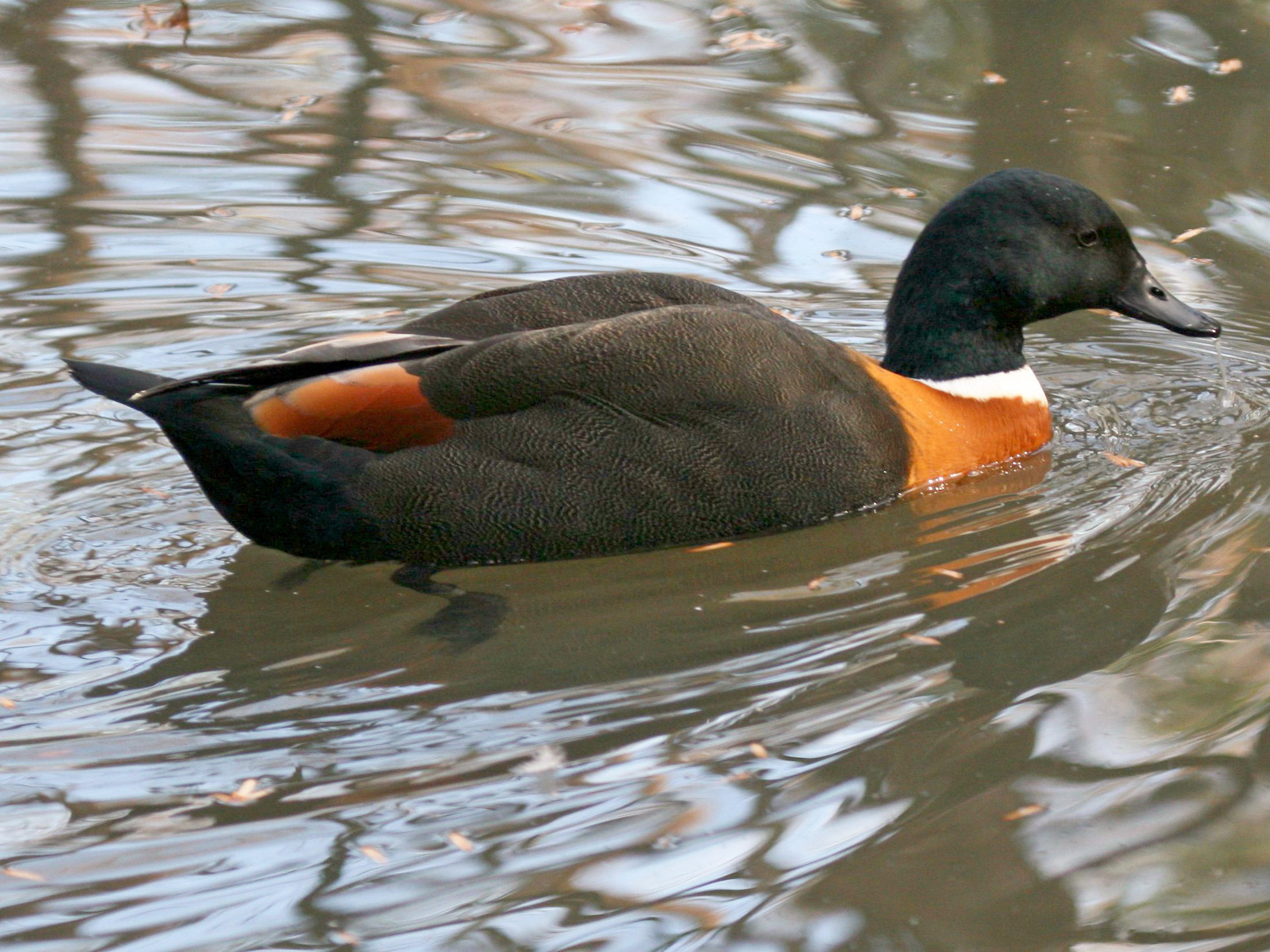
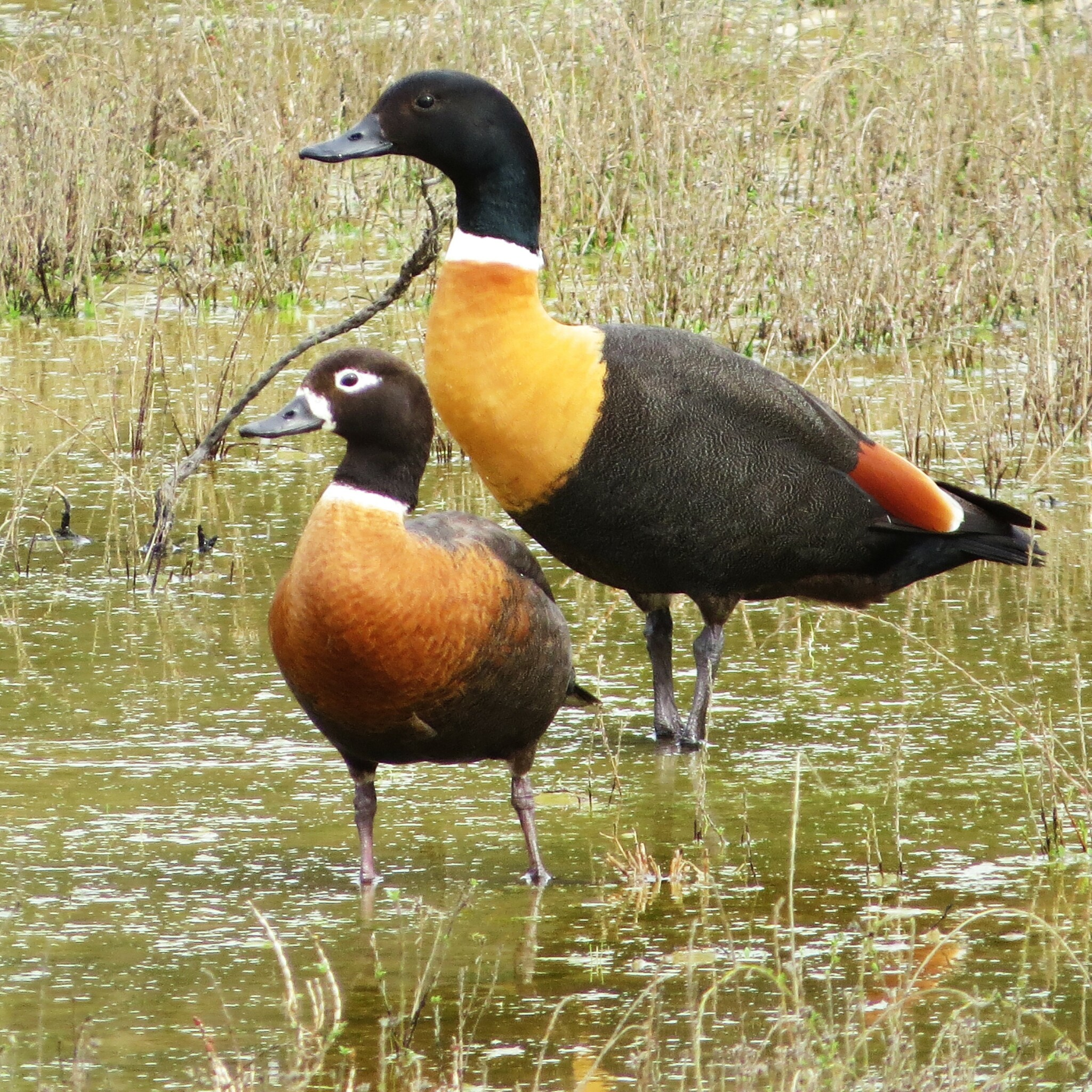